# 屈尼奧冰山麓

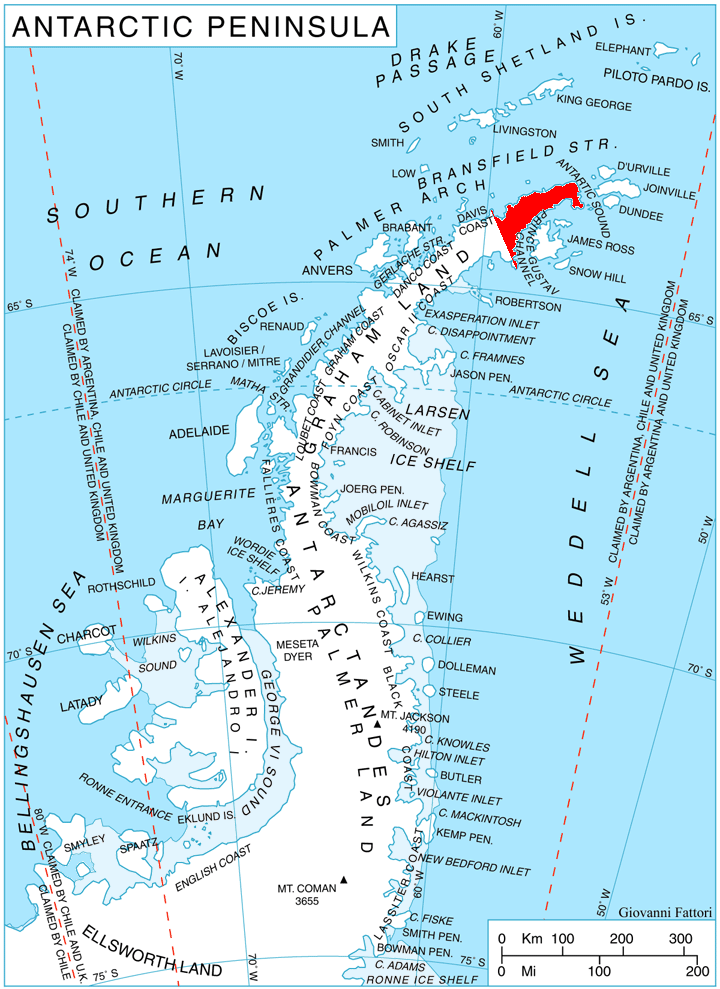

屈尼奧冰山麓（英語：Cugnot Ice Piedmont），是南極洲的冰山麓，位於帕默群島的特里尼蒂半島，從東拉塞爾冰川延伸至艾里灣，長30公里、寬6至11公里，由英國研究隊繪入地圖，現時由南極條約體系管理。